# 張映南

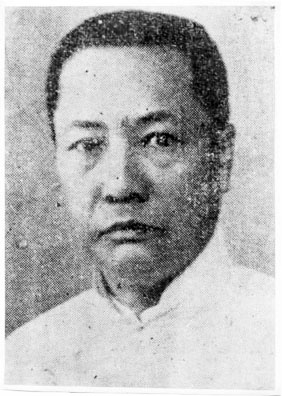
张映南

张映南（1892年—1959年）又名光煐，字映南，以字行，湖北省江陵荆州镇人。中华民国及中华人民共和国法学家、政治人物。

## 生平
1908年，张映南在武昌参加日知会。辛亥革命后，入河南公立法政专门学校，1915年毕业。1916年，张映南赴日本留学，先后在东京法政大学、早稻田大学政法系学习法律。毕业回国后，在北京法政专门学校任教，并且兼从事律师业务。不久，获聘为民国大学法律教授、系主任。
1926年，北伐军攻占武汉，张映南回到湖北，任汉口特别市法院推事兼中国国民党汉口市党务训练所指导主任。1928年，任武汉大学教授。同年，当选中国国民党第三次全国代表大会代表，赴南京，但因不满蒋介石独裁而拒绝参加此次大会。随后赴上海，在上海法学院、中国公学等校任教。
1930年中原大战，中国国民党内的各派反蒋势力在北平召开扩大会议，组织政府，与南京国民政府对抗。张映南应邀赴北平，负责文件起草及情报工作。阎锡山、冯玉祥战败后，张映南留在北平，任教于北京大学、清华大学、朝阳大学，讲授土地法、行政法、民事诉讼法等课，并出版《行政法通论》、《行政法各论》等书。
1936年，两广的陈济棠、李宗仁、白崇禧发动“六一运动”，以“逼蒋抗日”的名义邀请中国各方人士到广西南宁议事，张映南应邀赴南宁。此次事件平息之后，张映南留居广西，在广西省立师范学校任教。
抗日战争爆发后，张映南任广西大学法律系教授、系主任，同时兼任广西法商学院总务长、院长。1944年11月，日军攻占桂林，张映南携家眷赴农村居住，日伪逼迫张映南参加伪政权，张映南乃逃入深山居住。
1945年抗日战争胜利后，张映南返回广西大学任教，并参加中国民主同盟（民盟），投身反内战争民主活动，发表公开演讲，谴责五五宪法，香港的《新华日报》曾刊登其演说词。
1947年3月，张映南任立法院立法委员。同年10月，广西的民盟组织被迫转入地下活动，欧阳予倩等民盟领导人先后离开桂林，张映南主持民盟广西省盟务。中国人民解放军占领桂林前夕，广西大学校长出走，张映南被推为护校委员会主任，领导“护校运动”。
1949年11月，中国人民解放军占领桂林后，张映南任广西大学校务委员会主任委员。后来，代理广西大学法商学院院长。不久，张映南调任武汉大学教授，随即调到全国人民代表大会常务委员会法律室工作，并担任全国人大法制委员会委员。1957年，张映南被打成“右派”。
1959年，张映南在北京病逝。
1960年，张映南获摘去“右派”帽子。1979年，张映南的“右派”问题获得平反改正，恢复名誉。